# Еван Вільямс
Еван Вільямс (англ. Evan Williams; народився 31 березня 1972 року) — американський підприємець, який заснував кілька інтернет-компаній, в тому числі Pyra Labs (розробка Blogger) і Twitter, де він раніше був генеральним директором.

## Ранні роки життя та освіта
Вільямс виріс на фермі в Кларкс, штат Небраска, де він допомагав влітку зрошувати сільськогосподарські культури. Навчався в Університеті штату Небраска півтора року, потім кинув, щоб продовжити свою кар'єру програміста.

## Кар'єра

### Початок кар'єри
Після закінчення школи Вільямс працював на різних посадах, пов'язаних з інтернет-технологіями, в містах Кі-Уест, Даллас, Остін (штат Техас), і знову на його сімейній фермі в штаті Небраска. У 1996 році Вільямс переїхав до Севастополя (штат Каліфорнія), щоб працювати у високотехнологічній компанії o'reilly Media. Кар'єру в o'reilly він почав з маркетингових позицій, але став незалежним програмістом-фрілансером.

### Pyra Labs і Blogger
Еван Вільямс разом з Meg Hourihan заснував ІТ-компанію Pyra Labs. Головним її продуктом став Blogger, один з перших вебдодатків для створення і управління блогами. Вільямс винайшов термін «блогер» і зіграв важливу роль у популяризації терміна «блог». Компанія Pyra Labs проіснувала ще деякий час після відходу Meg Hourihan та інших співробітників, поки врешті-решт не була придбана Google 13 лютого 2003 року.
Журнал PC Magazine в 2004 році назвав Вільямса «Людиною року» за роботу по створенню Blogger.

### Odeo
Вільямс залишив Google у жовтні 2004 року і заснував компанію Odeo. В кінці 2006 року Вільямс став співзасновником Obvious Corp. разом з Бізом Стоуном та іншими колишніми співробітниками Odeo, щоб придбати всі її активи. У квітні 2007 року Odeo була придбана компанією Sonic Mountain.

### Twitter
Серед проектів корпорації Obvious Corp. був Twitter, безкоштовна служба мікроблогінгу. Twitter став самостійною компанією в квітні 2007 року, і Вільямс, як співзасновник, став членом ради директорів та інвестором. У жовтні 2008 року Еван Вільямс став генеральним директором Twitter, зайнявши місце Джека Дорсі, який став головою ради директорів. 4 жовтня 2010 року Вільямс пішов з поста головного виконавчого директора (який займе Дік Костоло).

### Статки
У рейтингу журналу Forbes 2015 його статок оцінюється у $2,9 млрд.

## Особисте життя
Вільямс є вегетаріанцем. Живе в Сан-Франциско з дружиною. У них є двоє дітей.